# Raquel González Benito
Raquel González Benito (Aranda de Duero, 4 de junio de 1969) es una política española que ha desarrollado su labor política en Aranda de Duero. Fue la alcaldesa de Aranda entre 2011 y 2023 por el Partido Popular. Tras perder el cargo fue elegida como senadora por la provincia de Burgos en la Cámara Alta.

## Trayectoria política
Raquel González ha sido concejal del ayuntamiento de la localidad burgalesa de Aranda de Duero antes de ejercer como alcaldesa, siempre formando parte del Partido Popular. Es alcaldesa de la localidad arandina desde 2011, cuando derrotó en las elecciones municipales de España de 2011 al socialista Luis Briones.
Renovó su cargo en 2015 ganando las elecciones. 
En las municipales de 2019 no se hizo con la victoria, que fue para el PSOE de Mar Alcalde, aunque un pacto con Ciudadanos y Vox hizo que la alcaldesa pudiera sumar mayoría y renovar por 4 años más el bastón de mando.
Desde febrero de 2020, Raquel González está siendo investigada por el juzgado N° 2 de Aranda de Duero por un presunto delito de prevaricación urbanística, al conceder en septiembre de 2014 la licencia de primera ocupación y de apertura de la plaza de toros ‘Ribera del Duero’.[cita requerida]